# Філоненко Віктор Лазарович
Віктор Лазарович Філоненко (1 листопада 1933, село Бурківка, тепер Ніжинського району Чернігівської області — 2003, місто Київ) — український радянський партійний діяч, голова Чернігівського облвиконкому. Член Ревізійної комісії КПУ в 1976—1981 р. Кандидат у члени ЦК КПУ в лютому 1981 — жовтні 1982 р і у 1986—1990 р. Член ЦК КПУ в жовтні 1982 — лютому 1986 р. Депутат Верховної Ради УРСР 9—11-го скликань. Заступник голови Верховної Ради УРСР 10—11-го скликань (у 1978—1981 роках).

## Біографія
Народився в родині службовця. У 1957 році закінчив Українську сільськогосподарську академію.
У 1957—1961 роках — завідувач ремонтних майстерень Ічнянської машинно-тракторної станції, директор Ічнянської ремонтно-технічної станції Чернігівської області.
Член КПРС з 1959 року.
У 1961—1963 роках — 2-й секретар Чернігівського обласного комітету ЛКСМУ. У січні 1963 — грудні 1964 року — 1-й секретар Чернігівського промислового обласного комітету ЛКСМУ.
У січні 1965 — грудні 1966 року — голова виконавчого комітету Борзнянської районної ради депутатів трудящих Чернігівської області.
У грудні 1966 — 1969 року — 1-й секретар Варвинського районного комітету КПУ Чернігівської області.
У 1969—1970 роках — голова Чернігівського обласного об'єднання «Сільгосптехніка».
У 1970—1973 роках — секретар Чернігівського обласного комітету КПУ.
У квітні 1973 — березні 1981 року — голова виконавчого комітету Чернігівської обласної ради депутатів трудящих.
13 березня 1981 — листопад 1985 року — голова Державного комітету УРСР по виробничо-технічному забезпеченню сільського господарства. У грудні 1985 — листопаді 1988 року — заступник голови Держагропрому Української РСР– начальник Головного управління механізації та електрифікації.
3 листопада 1988 — 1991 року — голова Державного комітету УРСР по охороні природи.
Потім — на пенсії.

## Нагороди
- орден Жовтневої Революції
- два ордени Трудового Червоного Прапора
- орден Дружби народів (31.10.1983)
- орден «Знак Пошани»
- медалі
- Почесна грамота Президії Верховної Ради Української РСР